# Rainfroy de Rouen
Rainfroy de Rouen ou Ragenfred (Ragenfredus) est un abbé de Saint-Wandrille et archevêque de Rouen du milieu du VIIIe siècle.

## Biographie
Il accuse Wido, abbé de Fontenelle, d'avoir fomenté un complot contre Charles Martel. Il est exécuté et Rainfroy voit sa nomination à la tête de l'abbaye, soutenu par Charles. Il prive alors les moines de vivres dans son désir de profiter au maximum des biens de l'abbaye.
Le pape lui envoie en 748 une lettre élogieuse, comme à d'autres évêques. Les moines de Fontenelle obtiennent malgré tout sa déposition. Resté archevêque de Rouen, les clercs de l'église de Rouen demande sa déposition à Pépin le Bref, accordée en 755.